# Občan Havel přikuluje
Občan Havel přikuluje s podtitulem akční film o lásce k pivu (2009) je dokumentární snímek Jana a Adama Novákových nominovaný na Českého lva 2009.
Pojednává o Havlově práci v trutnovském pivovaru a o jeho hře Audience, kterou napsal inspirován právě svou prací a lidmi, se kterými se během ní setkával.
Ve filmu kromě Václava Havla vystupují také jeho známí z disentu (Pavel Landovský, Ivan Martin Jirous, John Bok, Vladimír Pistorius, Stanislav Milota, Jiří Gruntorád), herci Jan Hartl a Jiřina Bohdalová, Vlastimil Třešňák, Vladimír Merta, u kterého se Audience nahrávala, ale i tehdejší Havlovi spolupracovníci z pivovaru (Arnošt Šarkózy) a také příslušníci StB.

## Recenze
- Kamil Fila, Aktuálně.cz 17. května 2009
- Dita Křivská, Premiere